# Go to Sleep
Singles de Radiohead
There There
(2003) 2 + 2 = 5
(2003)
Pistes de Hail to the Thief
Backdrifts Where I End and You Begin
Go to Sleep est une chanson du groupe de rock britannique Radiohead, extraite de leur album Hail to the Thief. C'est le deuxième single de cet album et il est sorti le 18 août 2003.

## Clip vidéo
Le clip est en images de synthèse et se passe dans un centre-ville. On y voit le chanteur Thom Yorke interprétant la chanson avec lequel sont démolis par surprise plusieurs bâtiments de la ville. Ils se reconstruisent, par la suite et vers la fin du clip.